# 栗色腔吻鱈
栗色腔吻鱈，為輻鰭魚綱鱈形目鼠尾鱈科的其中一種，分布於西太平洋海域，深度300-582公尺，體長可達35公分，屬深海底棲性魚類，棲息在大陸坡底中層水域，生活習性不明。